# Vite clandestine
Vite clandestine è una serie televisiva distribuita da Netflix del 2019. È prodotta esecutivamente da Selena Gomez e Mandy Teefey.